# Deolali
Deolali è una suddivisione dell'India, classificata come census town, di 50.617 abitanti, situata nel distretto di Nashik, nello stato federato del Maharashtra. In base al numero di abitanti la città rientra nella classe II (da 50.000 a 99.999 persone).

## Geografia fisica
La città è situata a 19° 55' 01 N e 73° 48' 40 E.

## Società

### Evoluzione demografica
Al censimento del 2001 la popolazione di Deolali assommava a 50.617 persone, delle quali 27.693 maschi e 22.924 femmine. I bambini di età inferiore o uguale ai sei anni assommavano a 6.024, dei quali 3.212 maschi e 2.812 femmine. Infine, coloro che erano in grado di saper almeno leggere e scrivere erano 39.215, dei quali 23.099 maschi e 16.116 femmine.